# إعصار فرانكلين
إعصار فرانكلين أول إعصار يلمس اليابسة في المكسيك منذ إعصار كارل عام 2010، كما يعد هذا الإعصار أول إعصار في موسم أعاصير المحيط الأطلسي 2017 ، حيث أن فرانكلين تشكل في 7 أغسطس من موجة استوائية كان أول تعقب لها في جنوبي شرق البحر الكاريبي في 3 أغسطس، وفي 10 أغسطس من نفس السنة تم تصنيفه كإعصار من الفئة الأولى، قبل أن يضعف بسرعة بسبب التضاريس الجبلية في المكسيك وتشتت بعد ذلك بوقت قصير. في 12 أغسطس كانت هناك بقايا من العاصفة تطورت جنبا إلى جنب لتشكيل إعصار جوفا في شرقي المحيط الهادي.